# 구스타프 라우
구스타프 아돌프 프리드리히 고트프리드 라우(독일어: Gustav Adolf Friedrich Gottfried Rau , 1878년 2월 20일 ~ ?)는 독일의 육상 선수로 프랑스 파리에서 열린 1900년 하계 올림픽에 참가했다.
라우는 200m 허들 경기에 참가했으며 1차 예선에서 5위를 기록, 결선 진출에 실패 했다.